# Parafia św. Mikołaja w Kaławie
Parafia św. Mikołaja w Kaławie – rzymskokatolicka parafia we wsi Kaława, należąca do dekanatu Pszczew diecezji zielonogórsko-gorzowskiej, metropolii szczecińsko-kamieńskiej w Polsce, erygowana w 1510. Mieści się pod numerem 63. Prowadzą ją księża Salezjanie.